# ヒルデスハイムの聖マリア大聖堂と聖ミカエル聖堂
座標: 北緯52度09分10秒 東経9度56分37秒 / 北緯52.1529度 東経9.9435度
ヒルデスハイムの聖マリア大聖堂（ヒルデスハイムのせいマリアだいせいどう、Hildesheimer Dom St. Mariä Himmelfahrt）と聖ミカエル聖堂（せいミカエルせいどう、St. Michael zu Hildesheim、聖ミヒャエル教会とも）は、ドイツニーダーザクセン州ヒルデスハイムにある世界遺産。

## 聖マリア大聖堂

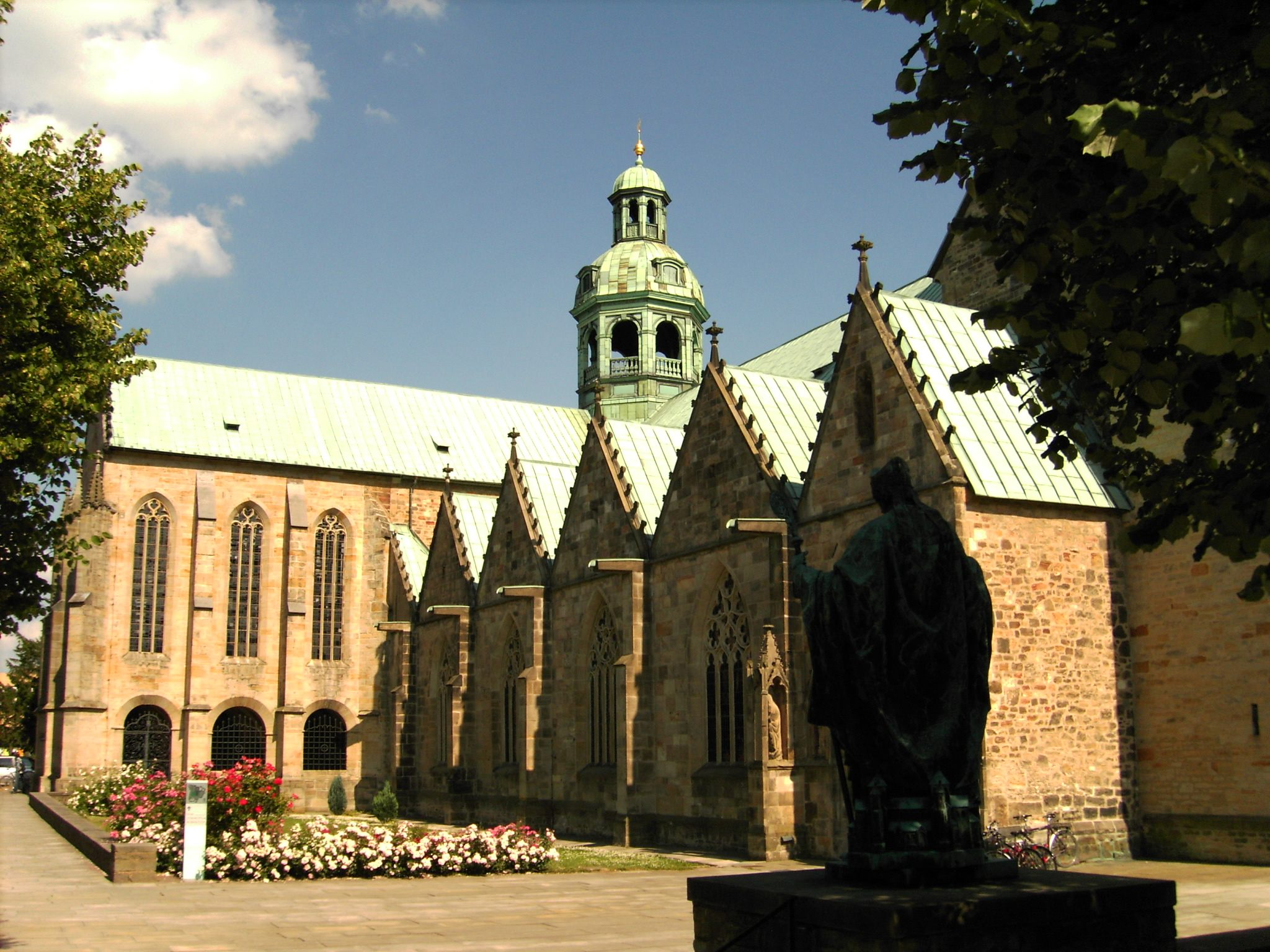

聖マリア大聖堂は、初期ロマネスク様式で1010年から1020年にかけて建設された。2つの後陣を伴う対称形となっており、これは古ザクセン時代のオットー朝ロマネスク様式(en:Ottonic Romanesque architecture)の特徴である。
11世紀から14世紀にかけて拡張されたが、1945年の空襲で完全に破壊された。戦後、1950年から1960年の間に再建されたが、優美な内装は失われたままである。
大聖堂はその多くの収蔵品で有名である。多くは11世紀から18世紀のものであるが、特に11世紀、12世紀頃の工芸品が豊富で、この時期の工芸品のコレクションとしてもヨーロッパ随一であると評価されている。
数多くの金銀製品、宝飾品があり、11世紀から12世紀にかけてこの聖マリア大聖堂が北ドイツにおける重要な宗教施設であったことが窺える。
主なものを挙げる。
- 旧約聖書とキリストの物語をレリーフにした青銅製の扉。1015年頃[1]。
- Christussäule（キリストの柱）― 旋回を示す線がつけられ、その面にキリストの生涯を表わす浮彫が施されている。ローマの勝利柱の系統を引き、勝利者としてのキリストを示している。青銅製。1020年頃[2]。
- 巨大円環燭台。11世紀。
- 聖ゴーデハルト(St. Godehard)の石棺。
- 聖エピファニウスのシュライン（聖遺物容器）(St. Epiphanius' Shrine)。

大聖堂には中庭があり、1321年に建造されたゴシック様式のアンネのチャペルがある。
大聖堂の後陣の中庭側の壁には、樹齢1000年のバラ（千年のバラ、ヒルデスハイムのバラ）が茂っている。このバラはヒルデスハイムの繁栄を象徴していると信じられており、伝説によるとこのバラが繁茂するかぎりヒルデスハイムは繁栄するという。
1945年にこの大聖堂が爆撃されたときもバラの根は残り、現在も毎年花を咲かせている。
大聖堂は現地ではドイツ語で単にドーム(Dom)と呼ばれている。英語などでいうカスィードラル（cathedral）あるいはそれに対応するドイツ語、カテドラーレ（Kathedrale）(大聖堂)と言ってもほとんど理解されない。

16世紀前半の宗教改革後、ヒルデスハイムおよび近郊の人々の多くはプロテスタント（ルーテル教会）となったが、この聖マリア大聖堂はいまでもカトリック教会のヒルデスハイム教区の主教座大聖堂である。

## 聖ミカエル聖堂

### 沿革
聖ミカエル聖堂はヒルデスハイム中央駅から歩いて15分くらいの小高い丘の上に建っている。この教会は、ベネディクト派の聖堂として、ヒルデスハイムの司教ベルンヴァルト（Bernward; 993-1022）により、1010年から1020年にかけて建設された。
ベルンヴァルト司教は大天使ミカエル（死者を天国へ運ぶ天使）に深く傾倒していたので、この聖堂に大天使ミカエルの名をつけた。ベルンヴァルト司教は1022年に亡くなったため、教会の建設は途中で頓挫したが、11年後、ベルンヴァルトの後継者ゴーデハルト（Godehard; 1022-38）がこの教会を完成させた。ベルンヴァルト司教の遺骸はこの教会の地下に埋葬されている。
宗教改革ではヒルデスハイムはプロテスタント側に付いたため、聖ミカエル聖堂もプロテスタント（ルーテル教会）となった。しかし修道士とカトリック教会は、ベネディクト派の修道院はそれが世俗化する1803年まで、聖ミカエル聖堂の地下聖堂)を使用した。そのため、地下聖堂は今日までカトリック教会の所有となっている。
聖ミカエル聖堂は第二次世界大戦の間に空襲で爆撃された、しかし、1950年から再建が開始され、1957年に完了する。1985年、ヒルデスハイムはこの聖ミカエル聖堂と大聖堂、樹齢1000年のバラの木とともにユネスコ世界遺産に登録された。

なお、ミカエルはドイツ語の発音ではミヒャエル、英語ではマイケルとなる。

### ロマネスク様式
聖ミカエル聖堂は、早期ロマネスク様式(Ottonic style)の重要な教会のうちの1つである。2つの袖廊をともなった2つのクワイヤ(聖歌台)を持つバシリカ聖堂がある。4つの角にはそれぞれ尖塔が立っている。西のクワイアは回廓とクリプトによって重要な機能を担っている。
建物全体の設計は幾何学的な概念に基づいている。建物全体は正方形であり、回廊、聖堂、クワイヤ、尖塔の高さや寸法は、それぞれ1:2の比率になるように設計されている。

また、司教ベルンヴァルトは本堂の柱をNiedersächsischer Stützenwechselスタイルで飾った。四角い柱と丸いアーチが交互に現れる。壁には通風と採光を兼ねたアーチ・ウインドウがある。(少しイスラム調の装飾だが、イスラム文化とは直接は関係ないと思われる。)

### 天井画
教会本堂の天井には13世紀に書かれた天井画が残されている。
クワイアと回廊に描かれたこの天井画(1230年頃)は、聖ミカエル聖堂で最も重要な見所であり、イエス・キリストの系統樹が表されている。
ドイツでは国立美術館クラスでも14世紀より古い絵画はめったに所有されておらず、この時代のこのような巨大な絵画は例外的で世界遺産登録の理由の一つとなった。第二次世界大戦中は、この天井画の書かれた天井板は外され、安全な場所に保管されていた。建物自体は爆撃を受けており、天井画以外の装飾品はほとんど失われている。

## ヒルデスハイム
ヒルデスハイムはハノーファーの南、電車で30分ほどの中規模の街である。
メジャーなガイドブックには書かれていない街だが、きれいな旧市街がある。
北ドイツ特有の木骨レンガ構造の美しい建物が並ぶ。
世界遺産が二つもあり、その他にも美しい教会や中世の城壁などが残されている。
ヒルデスハイムはハノーファーとゲッティンゲンを結ぶ幹線上にある大きな街なので、交通の便は良い。

## 登録基準
この世界遺産は世界遺産登録基準のうち、以下の条件を満たし、登録された（以下の基準は世界遺産センター公表の登録基準からの翻訳、引用である）。
- (1) 人類の創造的才能を表現する傑作。
- (2) ある期間を通じてまたはある文化圏において、建築、技術、記念碑的芸術、都市計画、景観デザインの発展に関し、人類の価値の重要な交流を示すもの。
- (3) 現存するまたは消滅した文化的伝統または文明の、唯一のまたは少なくとも稀な証拠。